# Raionul Apostolove, Dnipropetrovsk
Apostolove (în ucraineană Апостолівський район, transliterat: Apostolivskîi raion) este un raion în regiunea Dnipropetrovsk, Ucraina. Reședința sa este orașul Apostolove.

## Demografie
Componența lingvistică a raionului Apostolove
     Ucraineană (86,64%)
     Rusă (12,57%)
     Alte limbi (0,47%)
Conform recensământului din 2001, majoritatea populației raionului Apostolove era vorbitoare de ucraineană (86,64%), existând în minoritate și vorbitori de rusă (12,57%).